# 渋谷伊予作
渋谷 伊予作（しぶたに／しぶや いよさく、天保13年11月18日（1842年12月19日） - 文久4年2月16日（1864年3月23日））は幕末期の下館藩士。常陸国下館（現・茨城県筑西市下館地区）出身。諱は実行（さねゆき）で八木成太郎（やぎ せいたろう）という変名も用いた。

## 来歴
- 天保13年11月18日（1842年12月19日）、下館藩士の家に生まれる。文久2年（1862年）に下館藩を脱藩、京都に向かい尊王攘夷派に合流し、翌文久3年（1863年）天誅組大和挙兵に中山忠光とともに参加する。その際に伊勢国安濃郡の津藩（現・三重県津市）に捕えられる。そして文久4年2月16日（1864年3月23日）に京都の三条新地牢屋敷（六角獄舎）にて処刑される。享年23。

明治24年（1891年）、従四位を追贈された。

## その他
- 西條八十作詞・中山晋平作曲『下館音頭』10番の歌詞に「おとこ伊予作 維新の花よ」と登場する。